# Sibila Tiburtina

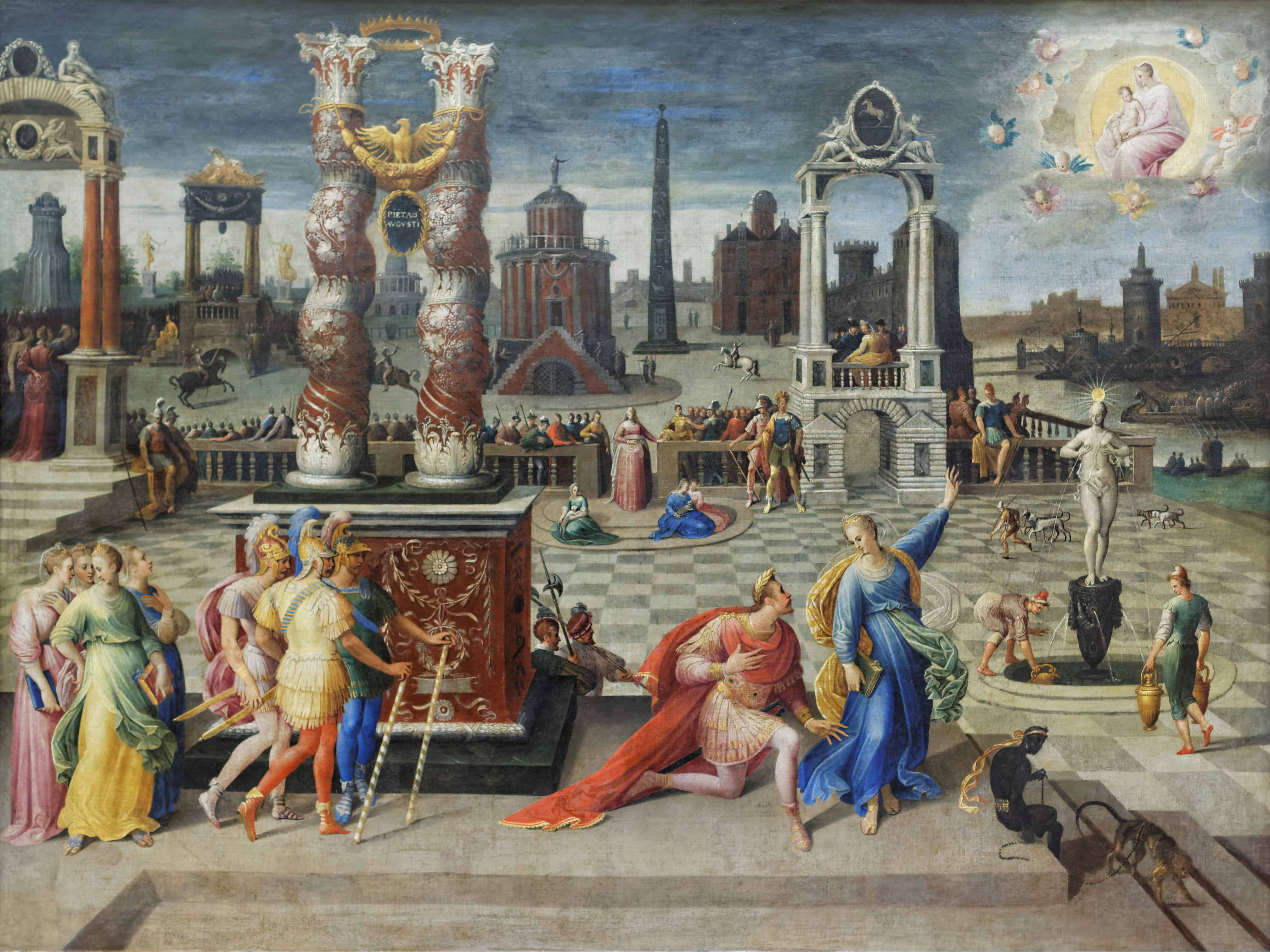
"Augusto e a Sibila Tiburtina".
Entre 1575 e 1580. Por Antoine Caron e atualmente no Louvre, Paris.

Sibila Tiburtina, cujo nome era Albuneia (em latim: Albunea), era uma sibila da Roma Antiga que ficava na antiga cidade etrusca de Tibur, a moderna Tivoli, Itália.
Ela é famosa pelo mítico encontro com Augusto, que lhe perguntou se ele deveria ser adorado como deus, um motivo muito apreciado na arte cristã. Contudo, não é claro se a sibila em questão era a Sibila etrusca de Tibur ou a Sibila grega de Cumas. O autor cristão Lactâncio identificou-a como sendo a tiburtina e forneceu um relato circunstancial das sibilas pagãs que serviu para identificá-las posteriormente:
| “ | A Sibila Tiburtina, chamada Albuneia, é adorada em Tibur como deusa, perto da margem do Anio, em cujo leito acredita-se que sua imagem foi descoberta segurando um livro nas mãos. Suas respostas oraculares o senado transferiu para o capitólio. | ” |
|   | — Lactâncio, Divine Institutes I.vi. |   |

## Profecia do imperador Constante
Há uma profecia entre os "Oráculos Sibilinos" atribuída à Sibila Tiburtina, escrita por volta de 380, mas com revisões e interpolações posteriores, que supostamente teria previsto o advento de uma "nona era do mundo", de um Imperador Final que destruiria os inimigos do cristianismo:
| “ | Então surgirá um rei dos gregos cujo nome é Constante. Ele será rei dos romanos e dos gregos. Ele será alto, de bela aparência e face brilhante, e bem ordenado em todas as partes de seu corpo... | ” |

O reinado deste imperador será caracterizado por grande riqueza, vitória sobre os inimigos do cristianismo, o fim do paganismo e a conversão dos judeus. O imperador, depois de vencer Gogue e Magogue:
| “ | ...irá para Jerusalém e, tirando o diadema de sua cabeça e colocando de lado todas as vestes imperiais, irá entregar o império dos cristãos a Deus Pai e a Jesus Cristo, seu Filho. | ” |

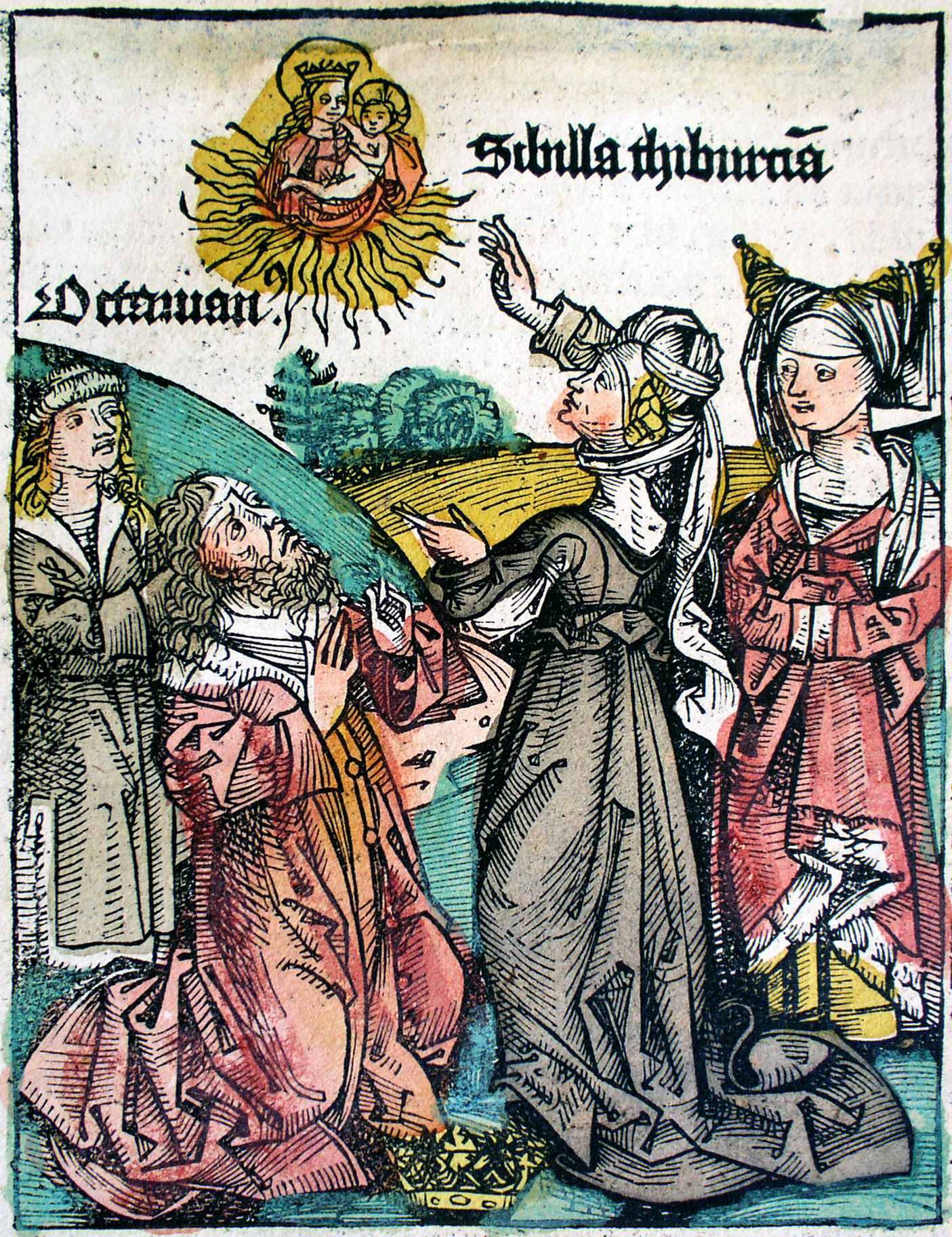
Xilogravura da Crônica de Nurembergue (1493).

Ao fazê-lo, abrirá caminho para o Anticristo:
| “ | Nesta época, o Príncipe da Iniquidade, que será chamado de Anticristo, erguer-se-á da tribo de Dã. Ele será o Filho da Perdição, o líder do orgulho, o mestre do erro, a completude da malícia que irá derrubar o mundo e realizar milagres e grandes sinais através da dissimulação. Ele irá iludir muitos pelas artes mágicas de forma que o fogo parecerá estar vindo do céu... Quando o Império Romano tiver acabado, então o Anticristo se revelará abertamente e sentar-se-á na Casa do Senhor em Jerusalém. | ” |

A profecia relata que o Anticristo sofrerá oposição das Duas Testemunhas do Apocalipse, identificadas como sendo Elias e Enoque. Depois de tê-las matado e iniciado a perseguição final aos cristãos...
| “ | ...o Anticristo será fulminado pelo poder de Deus através do Arcanjo Miguel no Monte das Oliveiras. | ” |

## Afrescos naVilla d'Este
Hipólito II d'Este reconstruiu a Villa d'Este, em Tibur, a partir de 1550 e encomendou elaborados murais em afresco que celebram a Sibila Tiburtina como profetisa do nascimento de Cristo para o mundo clássico.